# تشن يونغ تشي
تشن يونغ تشي (بالصينية: 陳鏞基) (من مواليد 13 يوليو 1983) هو لاعب كرة القاعدة من تايوان.
شارك في دورة الألعاب الآسيوية 2006 في الدوحة، قطر.

## روابط خارجية
- تشن يونغ تشي على موقعبيزبول رفرنس.كوم (الدوري الثانوي) (الإنجليزية)
- تشن يونغ تشي على موقع أوليمبيديا (الإنجليزية)